# Harrisville (Michigan)
Harrisville é uma cidade localizada no estado americano de Michigan, no Condado de Alcona.

## Demografia
Segundo o censo americano de 2000, a sua população era de 514 habitantes.
Em 2006, foi estimada uma população de 501, um decréscimo de 13 (-2.5%).

## Geografia
De acordo com o United States Census Bureau tem uma área de
1,6 km², dos quais 1,6 km² cobertos por terra e 0,0 km² cobertos por água. Harrisville localiza-se a aproximadamente 190 m acima do nível do mar.

## Localidades na vizinhança
O diagrama seguinte representa as localidades num raio de 28 km ao redor de Harrisville.